# 54
Il 54 (LIV in numeri romani) è un anno  del I secolo.

## Eventi

### Impero romano
- Forse avvelenato da Giulia Agrippina Augusta (madre di Nerone) muore l'imperatore Claudio. Gli succede lo stesso Nerone.
- Nerone cerca di proibire i giochi gladiatori.
- Roma annette al suo impero la città di Aden, allo scopo di proteggere la rotta marittima Alessandria d'Egitto-Mar Rosso-Asia.
- Due centurioni vengono inviati nell'Egitto meridionale alla ricerca della fonte del Nilo e di nuovi territori da conquistare. Al loro ritorno gli esploratori raccontano che ci sono molte città nel deserto, ma che l'area sembra troppo povera per essere degna di conquista.
- Gneo Domizio Corbulone arriva in Oriente assumendo l'incarico di governatore d'Asia. Nerone e i suoi consiglieri Seneca e Sesto Afranio Burro gli hanno segretamente affidato il compito di riportare l'Armenia sotto il controllo diretto dell'impero romano. Assunto il suo nuovo incarico, Corbulone assegna delle unità ausiliarie siriane il controllo dei confini orientali, con l'ordine (proveniente da Nerone) di non provocare in alcun modo i Parti. Accortosi che la forma delle truppe a sua disposizione è di basso livello, Corbulone guida una marcia di addestramento della Legio VI Ferrata e della Legio X Fretensis sui monti della Cappadocia.
- A Cesarea scoppia la violenza dopo che il governo locale romano ha limitato i diritti civili degli Ebrei, che si scontrano fisicamente per le strade della città con i pagani. La guarnigione romana in loco è composta prevalentemente da Siriani, che si schierano con i pagani. Gli Ebrei si radunano presso il mercato armati di bastoni e spade. Il governatore di Giudea Marco Antonio Felice ordina alla guarnigione di disperdere gli Ebrei. Nonostante questo le proteste da parte ebraica continuano, e Marco Antonio Felice chiede a Nerone come comportarsi. Quest'ultimo parteggia chiaramente per i pagani, e riduce gli Ebrei a cittadini romani di seconda categoria, aumentando la tensione nella regione e nella comunità ebraica dell'impero.
- Nella provincia della Britannia, Venuzio guida una rivolta contro il regno dei Briganti di Cartimandua, alleata dei Romani. Il governatore Aulo Didio Gallo invia a Cartimandua aiuti militari e, dopo alcuni combattimenti non decisivi nella regione, una legione comandata da Cesio Nasica sconfigge i rivoltosi.

### Religioni
- Onesimo succede a Stachys nel ruolo di patriarca di Costantinopoli.

### Arti e scienze
- Lucio Anneo Seneca scrive l'opera Apokolokyntosis.

## Morti
- 12 ottobre - Claudio, imperatore romano (n. 10 a.C.)
- Gaio Giulio Azizo, sovrano
- Ban Biao, storico cinese (n. 3)
- Domizia Lepida, nobildonna romana
- Narciso, romano
- Marco Giunio Silano, magistrato romano

## Calendario
| Calendario 54 | Calendario 54 | Calendario 54 | Calendario 54 | Calendario 54 | Calendario 54 | Calendario 54 | Calendario 54 | Calendario 54 | Calendario 54 | Calendario 54 | Calendario 54 | Calendario 54 | Calendario 54 | Calendario 54 | Calendario 54 | Calendario 54 | Calendario 54 | Calendario 54 | Calendario 54 | Calendario 54 | Calendario 54 | Calendario 54 | Calendario 54 | Calendario 54 | Calendario 54 | Calendario 54 | Calendario 54 | Calendario 54 | Calendario 54 | Calendario 54 | Calendario 54 | Calendario 54 |
| ------------- | ------------- | ------------- | ------------- | ------------- | ------------- | ------------- | ------------- | ------------- | ------------- | ------------- | ------------- | ------------- | ------------- | ------------- | ------------- | ------------- | ------------- | ------------- | ------------- | ------------- | ------------- | ------------- | ------------- | ------------- | ------------- | ------------- | ------------- | ------------- | ------------- | ------------- | ------------- | ------------- |
|               | 1             | 2             | 3             | 4             | 5             | 6             | 7             | 8             | 9             | 10            | 11            | 12            | 13            | 14            | 15            | 16            | 17            | 18            | 19            | 20            | 21            | 22            | 23            | 24            | 25            | 26            | 27            | 28            | 29            | 30            | 31            |               |
| Gennaio       | Ma            | Me            | Gi            | Ve            | Sa            | Do            | Lu            | Ma            | Me            | Gi            | Ve            | Sa            | Do            | Lu            | Ma            | Me            | Gi            | Ve            | Sa            | Do            | Lu            | Ma            | Me            | Gi            | Ve            | Sa            | Do            | Lu            | Ma            | Me            | Gi            |               |
| Febbraio      | Ve            | Sa            | Do            | Lu            | Ma            | Me            | Gi            | Ve            | Sa            | Do            | Lu            | Ma            | Me            | Gi            | Ve            | Sa            | Do            | Lu            | Ma            | Me            | Gi            | Ve            | Sa            | Do            | Lu            | Ma            | Me            | Gi            |               |               |               |               |
| Marzo         | Ve            | Sa            | Do            | Lu            | Ma            | Me            | Gi            | Ve            | Sa            | Do            | Lu            | Ma            | Me            | Gi            | Ve            | Sa            | Do            | Lu            | Ma            | Me            | Gi            | Ve            | Sa            | Do            | Lu            | Ma            | Me            | Gi            | Ve            | Sa            | Do            |               |
| Aprile        | Lu            | Ma            | Me            | Gi            | Ve            | Sa            | Do            | Lu            | Ma            | Me            | Gi            | Ve            | Sa            | Do            | Lu            | Ma            | Me            | Gi            | Ve            | Sa            | Do            | Lu            | Ma            | Me            | Gi            | Ve            | Sa            | Do            | Lu            | Ma            |               |               |
| Maggio        | Me            | Gi            | Ve            | Sa            | Do            | Lu            | Ma            | Me            | Gi            | Ve            | Sa            | Do            | Lu            | Ma            | Me            | Gi            | Ve            | Sa            | Do            | Lu            | Ma            | Me            | Gi            | Ve            | Sa            | Do            | Lu            | Ma            | Me            | Gi            | Ve            |               |
| Giugno        | Sa            | Do            | Lu            | Ma            | Me            | Gi            | Ve            | Sa            | Do            | Lu            | Ma            | Me            | Gi            | Ve            | Sa            | Do            | Lu            | Ma            | Me            | Gi            | Ve            | Sa            | Do            | Lu            | Ma            | Me            | Gi            | Ve            | Sa            | Do            |               |               |
| Luglio        | Lu            | Ma            | Me            | Gi            | Ve            | Sa            | Do            | Lu            | Ma            | Me            | Gi            | Ve            | Sa            | Do            | Lu            | Ma            | Me            | Gi            | Ve            | Sa            | Do            | Lu            | Ma            | Me            | Gi            | Ve            | Sa            | Do            | Lu            | Ma            | Me            |               |
| Agosto        | Gi            | Ve            | Sa            | Do            | Lu            | Ma            | Me            | Gi            | Ve            | Sa            | Do            | Lu            | Ma            | Me            | Gi            | Ve            | Sa            | Do            | Lu            | Ma            | Me            | Gi            | Ve            | Sa            | Do            | Lu            | Ma            | Me            | Gi            | Ve            | Sa            |               |
| Settembre     | Do            | Lu            | Ma            | Me            | Gi            | Ve            | Sa            | Do            | Lu            | Ma            | Me            | Gi            | Ve            | Sa            | Do            | Lu            | Ma            | Me            | Gi            | Ve            | Sa            | Do            | Lu            | Ma            | Me            | Gi            | Ve            | Sa            | Do            | Lu            |               |               |
| Ottobre       | Ma            | Me            | Gi            | Ve            | Sa            | Do            | Lu            | Ma            | Me            | Gi            | Ve            | Sa            | Do            | Lu            | Ma            | Me            | Gi            | Ve            | Sa            | Do            | Lu            | Ma            | Me            | Gi            | Ve            | Sa            | Do            | Lu            | Ma            | Me            | Gi            |               |
| Novembre      | Ve            | Sa            | Do            | Lu            | Ma            | Me            | Gi            | Ve            | Sa            | Do            | Lu            | Ma            | Me            | Gi            | Ve            | Sa            | Do            | Lu            | Ma            | Me            | Gi            | Ve            | Sa            | Do            | Lu            | Ma            | Me            | Gi            | Ve            | Sa            |               |               |
| Dicembre      | Do            | Lu            | Ma            | Me            | Gi            | Ve            | Sa            | Do            | Lu            | Ma            | Me            | Gi            | Ve            | Sa            | Do            | Lu            | Ma            | Me            | Gi            | Ve            | Sa            | Do            | Lu            | Ma            | Me            | Gi            | Ve            | Sa            | Do            | Lu            | Ma            |               |